# Euschmidtia dirshi
Euschmidtia dirshi är en insektsart som beskrevs av Marius Descamps 1964. Euschmidtia dirshi ingår i släktet Euschmidtia och familjen Euschmidtiidae. Inga underarter finns listade i Catalogue of Life.